# Пулот, Маноло
Маноло Пулот Рамос (исп. Manolo Poulot Ramos; род. 28 июня 1974, Гуантанамо) — кубинский дзюдоист, чемпион и призёр чемпионатов Кубы и Панамериканских игр, 4-кратный чемпион Панамериканских чемпионатов, чемпион мира, бронзовый призёр летних Олимпийских игр 2000 года в Сиднее, участник двух Олимпиад.

## Карьера
Выступал в суперлёгкой (до 60 кг) и полулёгкой (до 66 кг) весовых категориях. В 1993—1999 годах трижды становился чемпионом Кубы, один раз серебряным и дважды бронзовым призёром чемпионатов страны. 4-кратный чемпион (1994, 1996—1998 годы) континентальных чемпионатов. Чемпион мира 1999 года.
На летних Олимпийских играх 1996 года в Атланте занял 21-е место. На следующей Олимпиаде 2000 года в Сиднее Рамос в последовательно чисто победил аргентинца Хорхе Ленсина, представителя Киргизии Айдына Смагулова и дзюдоиста из Молдавии Георгия Курдгелашвили. В следующей схватке победил противник Рамоса японец Тадахиро Номура. В утешительной схватке кубинец победил казаха Базарбека Донбая и стал бронзовым призёром Олимпиады.